# Don Francisco (Sänger)
Don Francisco (* 28. Februar 1946 in Louisville, Kentucky) ist Sänger und Komponist moderner christlicher Musik.
Nach dem Schulabschluss begann er eine zuerst nicht sehr erfolgreiche Karriere als Sänger. Im Alter von 28 Jahren wurde er Christ und schrieb nun Lieder zu christlichen Themen. Seine Musik ist stark von der amerikanischen Country-Musik geprägt, viele seiner Lieder sind Balladen und einige sind vom Rock ’n’ Roll beeinflusst.
Don Francisco wurde bekannt mit seinen langen erzählenden Liedern. Zum Beispiel im Lied too small a price erzählt er als einer der beiden Diebe, die neben Jesus gekreuzigt wurden. 1980 wurde sein Lied He’s alive von der Gospel Music Association mit dem Dove Award als Song of the Year ausgezeichnet.
In den achtziger Jahren hatte er mehrere erfolgreiche Tourneen in den USA, auf denen er von einer Band begleitet wurde. 1991 löste er seinen Plattenvertrag auf. Seitdem produziert er seine Platten selbst. Seit den 1990er Jahren tritt er häufiger mit seiner Frau Wendy als Duo auf. Sie leben in Livermore, Colorado, und betreiben dort einen kleinen Musikverlag und produzieren ihre Platten im eigenen Tonstudio.

## Diskografie
- Brother of the Son (1976)
- Forgiven (1977)
- Got to Tell Somebody (1979)
- The Traveler (1981)
- The Live Concert (1982)
- Holiness (1984)
- One Heart at a Time (1985)
- The Poeti (1985)
- Power (1987)
- High Praise (1988)
- Live in the UK (1989)
- Early Works (1991)
- Vision of the Valley (1991)
- Come Away (1992)
- Genesis & Job / Songs of the spirit Volume 1 (1993)
- He’s Alive (1997)
- Beautiful to Me (1998)
- Grace on Grace (1999)
- Only Love is Spoken Here (2001)
- The Package (2004)
- That I May Know You (2005)
- The Sower (2007)
- Let It Ride! (2009)